# Theretra brunnea
Theretra brunnea är en fjärilsart som beskrevs av Semper 1896. Theretra brunnea ingår i släktet Theretra och familjen svärmare. Inga underarter finns listade i Catalogue of Life.